# Balet
Balét (izvirno italijansko ballo - ples) je odrska izvedba umetniških plesov z glasbeno spremljavo. Pri velikih operah romantičnega sloga lahko pomeni tudi plesni vložek brez neposredne povezave z dogajanjem same opere. Balet je lahko samostojno delo, sestavljeno iz koreografije in glasbe. Za balet plesalci in plesalke potrebujejo copate (ženske potrebujejo baletne špice in navadne copatke), ter dres in žabe in po meri tudi krilo. Moški so bosi ali pa nosijo copate. Najbolj znani baletni instituciji sta Royal academia for dance v Londonu in ruska baletna šola Vaganova.    

## Zgodovina
Začetki baleta segajo v 15. in 16. stoletje, v obdobje italijanske renesanse. Po zaslugi francoske kraljice Katarine Medičejske se je razširil v Francijo, kjer je dvorni balet dosegel vrhunec v času vladavine Ludvika XIV. Ta je leta 1661 ustanovil Académie Royale de Danse, Kraljevo akademijo plesa, nato pa se je leta 1669 baletni zbor vključil v Kraljevo akademijo za glasbo (Académie Royale de Musique), iz česar se je razvil Balet pariške opere (Ballet de l'opéra national de Paris), prvi profesionalni baletni ansambel, katerega prvi direktor je bil Jean-Baptiste Lully. Njegovo sodelovanje s Pierrom Beauchampom, takratnim baletnim mojstrom, je pomembno vplivalo na razvoj baleta, med drugim sta zaslužna za uvedbo petih glavnih pozicij nog. 
V prvi polovici 19. stoletja se je v Parizu in Londonu pod vplivom romantike razvilo novo gibanje, imenovano romantični balet. Začelo se je leta 1827 z nastopom Marie Taglioni v baletu Silfida. V tem času je nastalo mnogo izmed najodmevnejših baletov, med drugim Giselle, Silfida, Gusar (Le Corsaire), Paquita in Coppélia. 
Po letu 1830 je začel razvoj francoskega baleta upadati, še naprej pa se je razvijal na Danskem, v Rusiji in v Italiji. Konec 19. stoletja je središče evropskega baleta postal Sankt Peterburg pod vodstvom Mariusa Petipe. V času pred prvo svetovno vojno je Sergej Djagilev prebudil evropsko zanimanje za balet z ustanovitvijo baletnega ansambla Ballets Russes.
Balet je predvsem v 20. stoletju močno vplival na razvoj drugih zvrsti plesa, hkrati pa so se nekatera dela začela oddaljevati od klasičnega baleta. Razvili so se novi stili, na primer neoklasični balet in moderni ter sodobni ples. 

## Znameniti baletni skladatelji in baletna dela
- Adolphe-Charles Adam: Giselle, Gusar (Le Corsaire)
- Léo Delibes: Coppélia, Sylvia
- Ludwig Minkus: Bajadera, Paquita, Don Kihot
- Sergej Sergejevič Prokofjev: Romeo in Julija, Pepelka
- Cesare Pugni: Pas de Quatre
- Igor Stravinski: Ognjeni ptič, Petruška, Posvečenje pomladi
- Peter Iljič Čajkovski: Labodje jezero, Trnuljčica, Hrestač
- Herman Severin Løvenskiold: Silfida

## Znani baletni ansambli (izbor)
- Ameriško baletno gledališče (American Ballet Theater), New York
- Londonski kraljevi balet (The Royal Ballet), London
- Mariinski balet (Kirovski balet), Sankt Peterburg
- Bolšoj balet (Bolšoj teater), Moskva
- Balet pariške Opere (Ballet de l'opéra national de Paris), Pariz
- Avstralski balet (Australian Ballet), Melbourne
- New York City Ballet, New York
- Ballets Russes, Pariz (1910-1929)
- New York City Ballet, New York
- Danski kraljevi balet, Kopenhagen
- Nacionalni balet Kube, Havana
- Stuttgartski balet, Stuttgart
- Pacific Northwest Ballet, Seattle

## Znani baletni plesalci (izbor)
- Alicia Alonso
- George Balanchine
- Mihail Barišnikov
- Marie Camargo
- Fanny Cerrito
- Yvette Chauviré
- Aleksandra Dionisjevna Danilova
- Fanny Elssler
- Margot Fonteyn
- Lucie Grahn
- Carlotta Grisi
- Matilda Feliksovna Kšesinska
- Pierina Legnani
- Ekaterina Maksimova
- Alicia Markova
- Marianela Núñez
- Rudolf Nurejev
- Vaclav Nižinski
- Ana Pavlova
- Marius Petipa
- Maja Plisecka
- Sergej Polunin
- Milko Šparemblek
- Marie Taglioni
- Galina Ulanova
- Svetlana Zaharova